# Francisco Casillas
Francisco Casillas es un futbolista mexicano. Jugó para el Club Deportivo Guadalajara de 1957 a 1959. 

## Clubes
| Club        | País   | Año         |
| ----------- | ------ | ----------- |
| Guadalajara | México | 1957 - 1959 |